# Prunus erythroxylon
Prunus erythroxylon — вид квіткових рослин з родини трояндових (Rosaceae). Ареал охоплює такі країни: Мексика (Коліма, Герреро, Халіско, Наяріт, Оахака).

## Середовище
Росте в субтропічних/тропічних вологих гірських лісах на висотах від 1200 до 2200 метрів. Середовище існування зазнає скорочення через розширення сільського господарства та зміну клімату.

## Морфологічна характеристика
Це невелике дерево 5–10 метрів заввишки.